# 趙秉璋
趙秉璋（？—？），山東省青州府諸城縣人，清朝政治人物、進士出身。
光緒十五年（1889年），参加光緒己丑科殿試，登進士二甲107名。同年五月，改翰林院庶吉士。光緒十六年四月，散館，著以部属用。